# هوركلية كاليفورنية
هوركلية كاليفورنية (الاسم العلمي:Horkelia californica) هي نوع من النباتات تتبع جنس الهوركلية من الفصيلة الوردية.